# Розова долина
 Тази статия е за областта.  За футболния клуб вижте ФК Розова долина.  
Розовата долина е област в България, намираща се южно от Стара планина и северно от Сърнена Средна гора, получила названието си в средата на 19 век от традициите в отглеждането на маслодайна роза.
В Долината на розите всяка година в първите дни на юни се отбелязва Празникът на розата.
В град Казанлък, считан за столица на Розовата долина, е изграден историко-етнографският комплекс „Кулата“, където туристите могат да наблюдават примитивно розоварене и да опитат от продуктите с маслодайната роза. Там е разположен и специализираният Музей на розата.

## Географско разположение
Състои се от 2 речни долини – долината на Стряма (на запад) и долината на Тунджа (на изток), съответно Карловската и Казанлъшката котловина.

## Туристическа карта на България
Според обновената през 2015 г. Туристическа карта на България районът „Розова долина“ се състои от 19 общини: Антон, Гурково, Златица, Казанлък, Карлово, Копривщица, Мирково, Мъглиж, Николаево, Павел баня, Панагюрище, Пирдоп, Сливен, Сопот, Стрелча, Твърдица, Хисаря, Чавдар и Челопеч.

## Розови насаждения
Още преди Освобождение на България в България е имало около 10 000 дка насаждения и количеството произведено розово масло е достигнало до 1000 кг годишно. Най-големи площи са засадени и отглеждани около Първата световна война – около 90 000 дка. В следвоенните години розовите полета намаляват с две трети. След голямата криза през 30-те години на миналия век розовите насаждения са почти унищожени. С края на Втората световна война обаче правителството приема държавна политика за възстановяване и развитие на розовите градини в Розовата долина. През 1800 г. е документирано началото на производството на розово масло в гр. Клисура. Най-голяма популярност на производител на розово масло България получава в края на XIX и началото на XX век, когато парфюмерията, козметиката и фармацевтиката го откриват като незаменима съставка на продуктите, които произвеждат. Долината на розите обхваща трите големи розопроизводителни центъра – Карлово, Казанлък и Калофер, а няколко големи фамилии – Шипкови, Кидови и Бончеви са главни розопроизводители и търговци на розово масло. След налагането на комунистическия режим тези фирми престават да функционират.

## Българско розово масло
Долината е известна с отглеждането на рози с промишлена цел и е сред символите на България. От векове се култивира сортът Rosa damascena. От него, чрез дестилация и други процеси, се получава розово масло, намиращо широко приложение във фармацията, парфюмерията и др.

## Други
На Розовата долина е наречена улица в квартал „Лозенец“ в София (Карта).